# 2-deossi-D-glucosio
Il 2-deossi-D-glucosio è una molecola di glucosio il cui gruppo 2-idrossile è stato sostituito da idrogeno, in modo che non possa essere ulteriormente sottoposto a glicolisi. In particolare, agisce inibendo in modo competitivo la produzione di glucosio-6-fosfato dal glucosio a livello della fosfoglucosio isomerasi (fase 2 della glicolisi). Il 2-deossi-glucosio marcato con trizio o carbonio-14 è stato un ligando popolare per la ricerca di laboratorio su modelli animali, dove la distribuzione viene valutata tramite taglio del tessuto seguito da autoradiografia, a volte in combinazione con la microscopia convenzionale o elettronica.
Il 2-deossi-D-glucosio viene assorbito dai trasportatori di glucosio presenti sulla superficie cellulare. Di conseguenza, le cellule con un maggiore assorbimento di glucosio, come le cellule tumorali, presentano anche un maggiore assorbimento di 2-deossi-D-glucosio. Poiché ostacola la crescita cellulare, è stato suggerito il suo utilizzo come terapia antitumorale e, di fatto, il farmaco è in fase di sperimentazione clinica. Tuttavia, non è ancora del tutto chiaro come il 2-deossi-D-glucosio inibisca la crescita cellulare. L'inibizione della glicolisi non sembra essere sufficiente a spiegare perché le cellule trattate smettano di dividersi. Nella ricerca di strategie antitumorali è stato evidenziato un effetto sinergico tra il 2-deossi-D-glucosio e vari altri agenti. A causa della sua somiglianza strutturale con il mannosio, il 2-deossi-D-glucosio ha il potenziale di inibire la N-glicosilazione nelle cellule di mammifero e in altri sistemi, e come tale induce lo stress ER e la via dell'Unfolded Protein Response (UPR).

## Utilizzo nell'imaging ottico
Il 2-deossi-D-glucosio è stato utilizzato come agente di imaging ottico mirato per l'imaging fluorescente in vivo. Nell'imaging medico clinico (scansione PET), viene utilizzato il fluorodesossiglucosio, in cui uno dei due idrogeni del 2-deossi-D-glucosio viene sostituito con l'isotopo fluoro-18, che emette positroni, i quali emettono raggi gamma accoppiati, consentendo la distribuzione del tracciante da parte di telecamere gamma esterne. Questa procedura viene sempre più spesso eseguita in combinazione con una TC interna alla stessa macchina PET/TC, per consentire una migliore localizzazione delle differenze di assorbimento del glucosio nei tessuti di piccolo volume.

## Adozione per il trattamento di COVID-19
L'8 maggio 2021, il Drugs Controller General of India ha approvato una formulazione orale di 2-deossi-D-glucosio per l'uso d'emergenza come terapia aggiuntiva per i pazienti affetti da coronavirus da moderati a gravi. Il farmaco è stato sviluppato dal DRDO in collaborazione con Dr. Reddy's Laboratories, che hanno rilasciato una dichiarazione congiunta tramite comunicato stampa, affermando che il farmaco "permette ai pazienti ricoverati di recuperare più velocemente e di ridurre la dipendenza dall'ossigeno supplementare". Tuttavia, The Wire e The Hindu hanno osservato che l'approvazione si basa su prove insufficienti, dal momento che non sono ancora disponibili pubblicazioni su riviste (o pre-print) riguardanti l'efficacia e la sicurezza del farmaco.